# Миранчук, Антон Андреевич
Анто́н Андре́евич Миранчу́к (род. 17 октября 1995, Славянск-на-Кубани, Краснодарский край) — российский футболист, полузащитник швейцарского клуба «Сьон» и сборной России. Чемпион России в сезоне 2017/18, трёхкратный обладатель Кубка России. Участник чемпионата мира 2018 года. Заслуженный мастер спорта России (2018). Брат-близнец Алексея Миранчука.

## Клубная карьера

### «Локомотив»
Воспитанник кубанского футбола. Вместе с братом начинал заниматься в родном Славянске-на-Кубани в футбольном клубе «Олимп». Через несколько лет братья вошли в систему московского «Спартака», где надолго не задержались. В 2011 году они перешли в стан «Локомотива». Антон дебютировал за первую команду «железнодорожников» 30 октября 2013 года в матче Кубка России против «Ротора». В сезонах 2014/15 и 2015/16 привлекался к тренировкам и матчам «Локомотива», однако так и не вышел на поле.
В 2016 году был арендован эстонской «Левадией». Его дебют в чемпионате Эстонии состоялся 2 апреля в матче против «Нымме Калью». В своём следующем матче против «Тарваса» забил победный мяч, а в середине второго тайма был удалён с поля. Стал с командой серебряным призёром чемпионата Эстонии-2016.
Дебютировал в чемпионате России 9 апреля 2017 года, выйдя на замену в матче против «Ростова». 19 октября 2017 года забил мяч в матче 3-го тура группового этапа Лиги Европы против «Шерифа» (1:1).
По результатам сезона 2018/19 объединение болельщиков «Локомотива» United South признало Антона Миранчука лучшим игроком.
25 ноября 2023 года в игре против «Крыльев Советов» провёл свой 200-й матч за «Локомотив».
Летом 2024 года покинул команду по истечении срока контракта. В составе «Локомотива» хавбек провёл 217 матчей, забил 51 мяч, стал чемпионом России в сезоне (2017/2018) и обладателем Суперкубка России, а также три раза выигрывал Кубок страны.

### «Сьон»
9 сентября 2024 года подписал контракт до лета 2026 года со швейцарским «Сьоном». 1 февраля 2025 года забил дебютный мяч за новую команду в матче 21-го тура чемпионата Швейцарии с «Лугано», который в итоге обыграл «Сьон» со счётом 3:2.

## Карьера в сборной

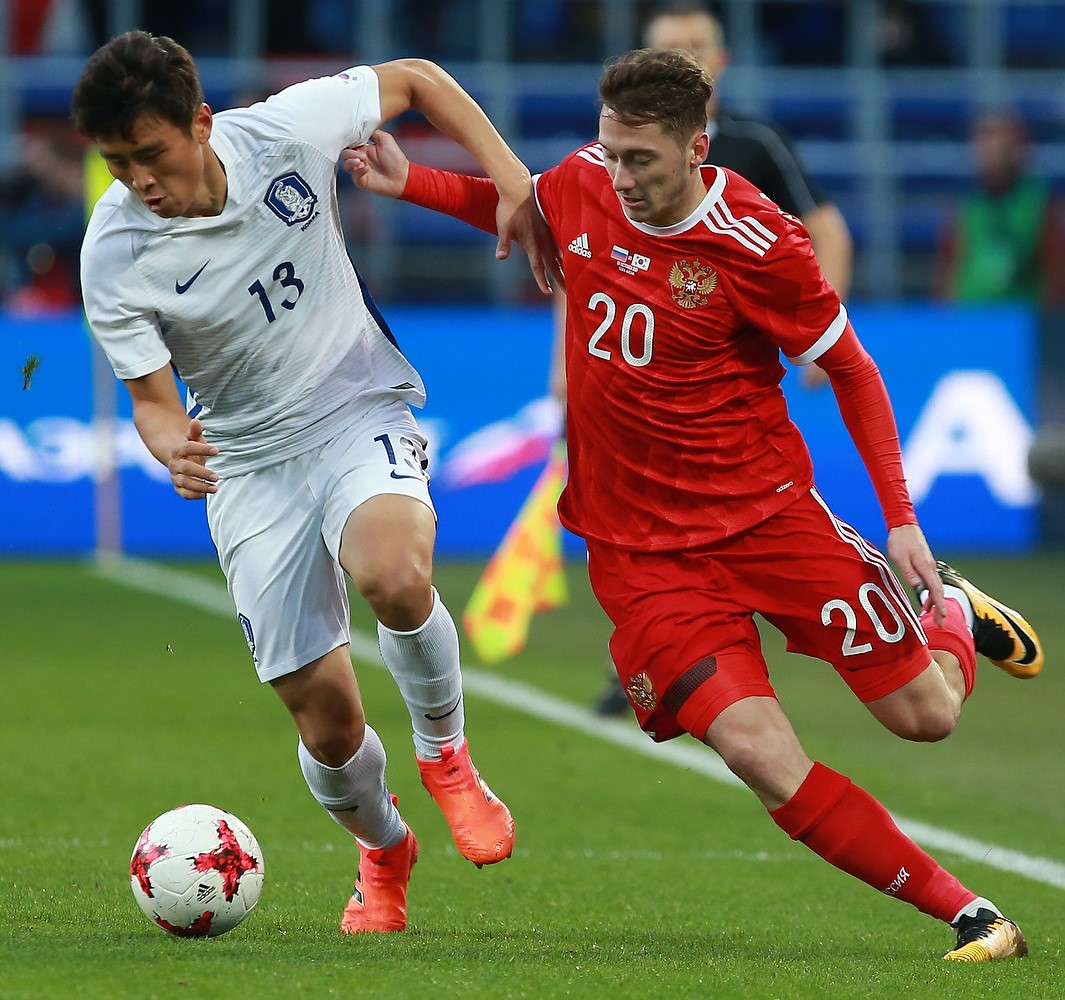
Антон в составе сборной России в матче с южнокорейцами в 2017 году

В декабре 2012 года тренерский штаб юношеской сборной России (до 17 лет) во главе с Дмитрием Ульяновым вызвал Миранчука на Мемориал Гранаткина. Его команда выиграла этот турнир. Также выступал за юношеские сборные России до 18 и 19 лет.
Дебютировал в основной сборной 7 октября 2017 года в товарищеском матче против сборной Республики Корея. 11 мая 2018 года был включён в расширенный состав сборной на домашний чемпионат мира. Попал в итоговую заявку сборной на чемпионат мира 2018 года вместе с братом Алексеем, но на поле на турнире не выходил (Алексей сыграл один матч на турнире).
В июне 2019 года был вызван в сборную для участия на отборочных матчах чемпионата Европы 2020 года против Сан-Марино и Кипра. В матче с Сан-Марино забил дебютный мяч в официальных матчах за сборную, а также отдал голевую передачу (9:0) (ранее отличился мячом в составе сборной в матче против московского «Динамо» в 2017 году). 6 сентября 2020 года забил мяч в ворота сборной Венгрии (3:2) в рамках Лиги наций 2020/21. В следующем матче сборной России в Лиге наций против сборной Турции (1:1) 11 октября вновь отличился забитым мячом. 23 марта 2023 года отличился забитым мячом в товарищеском матче с Ираном (1:1). 26 марта забил мяч Ираку (2:0). 21 марта 2024 году забил мяч с пенальти в товарищеском матче со сборной Сербии, который закончился победой России со счётом 4:0.

## Личная жизнь
Назван в честь бабушки Антонины. В июле 2019 года вместе с братом Алексеем защитил магистерскую диссертацию на факультете физической культуры Московского государственного областного университета.

## Достижения

### Командные
«Локомотив»
- Чемпион России: 2017/18
- Обладатель Кубка России (3): 2016/17, 2018/19, 2020/21
- Обладатель Суперкубка России: 2019

Итого: 5 трофеев
Юношеская сборная России
- Победитель Мемориала Гранаткина: 2013

### Личные
- Почётная грамота Президента Российской Федерации (27 июля 2018 года) — за большой вклад в развитие отечественного футбола и высокие спортивные достижения[20]
- В списках 33 лучших футболистов чемпионата России (1): № 2 — 2018/19
- Обладатель приза «Стальной рельс»: 2018/19

## Статистика выступлений

### Клубная
| Выступление        | Выступление      | Выступление      | Лига | Лига | Кубки | Кубки | Еврокубки | Еврокубки | Итого | Итого |
| Клуб               | Лига             | Сезон            | Игры | Голы | Игры  | Голы  | Игры      | Голы      | Игры  | Голы  |
| ------------------ | ---------------- | ---------------- | ---- | ---- | ----- | ----- | --------- | --------- | ----- | ----- |
| Локомотив (Москва) | Премьер-лига     | 2013/14          | 0    | 0    | 1     | 0     | —         | —         | 1     | 0     |
| Локомотив (Москва) | Премьер-лига     | 2014/15          | 0    | 0    | 0     | 0     | 0         | 0         | 0     | 0     |
| Локомотив (Москва) | Премьер-лига     | 2015/16          | 0    | 0    | 0     | 0     | 0         | 0         | 0     | 0     |
| Локомотив (Москва) | Премьер-лига     | 2016/17          | 3    | 0    | 0     | 0     | —         | —         | 3     | 0     |
| Локомотив (Москва) | Премьер-лига     | 2017/18          | 29   | 4    | 2     | 0     | 10        | 1         | 41    | 5     |
| Локомотив (Москва) | Премьер-лига     | 2018/19          | 25   | 11   | 8     | 4     | 6         | 1         | 39    | 16    |
| Локомотив (Москва) | Премьер-лига     | 2019/20          | 17   | 3    | 1     | 0     | 1         | 0         | 19    | 3     |
| Локомотив (Москва) | Премьер-лига     | 2020/21          | 23   | 4    | 3     | 0     | 6         | 3         | 32    | 7     |
| Локомотив (Москва) | Премьер-лига     | 2021/22          | 9    | 1    | 1     | 0     | 0         | 0         | 10    | 1     |
| Локомотив (Москва) | Премьер-лига     | 2022/23          | 28   | 8    | 6     | 3     | —         | —         | 34    | 11    |
| Локомотив (Москва) | Премьер-лига     | 2023/24          | 29   | 6    | 9     | 2     | —         | —         | 38    | 8     |
| Локомотив (Москва) | Итого            | Итого            | 163  | 37   | 31    | 9     | 23        | 5         | 217   | 51    |
| → Левадия          | Мейстрилига      | 2016             | 30   | 14   | 1     | 0     | 4         | 1         | 35    | 15    |
| → Левадия          | Итого            | Итого            | 30   | 14   | 1     | 0     | 4         | 1         | 35    | 15    |
| Сьон               | Суперлига        | 2024/25          | 24   | 2    | 0     | 0     | —         | —         | 24    | 2     |
| Сьон               | Суперлига        | 2025/26          | 1    | 0    | 0     | 0     | —         | —         | 1     | 0     |
| Сьон               | Итого            | Итого            | 25   | 2    | 0     | 0     | —         | —         | 25    | 2     |
| Всего за карьеру   | Всего за карьеру | Всего за карьеру | 218  | 53   | 32    | 9     | 27        | 6         | 277   | 68    |

### Сборная России
| Матчи и голы Антона Миранчука за сборную России | Матчи и голы Антона Миранчука за сборную России | Матчи и голы Антона Миранчука за сборную России | Матчи и голы Антона Миранчука за сборную России | Матчи и голы Антона Миранчука за сборную России | Матчи и голы Антона Миранчука за сборную России | Матчи и голы Антона Миранчука за сборную России |
| №                                               | Дата                                            | Оппонент                                        | Счёт                                            | Голы                                            | Турнир                                          |                                                 |
| ----------------------------------------------- | ----------------------------------------------- | ----------------------------------------------- | ----------------------------------------------- | ----------------------------------------------- | ----------------------------------------------- | ----------------------------------------------- |
| 1                                               | 7 октября 2017                                  | Республика Корея                                | 4:2                                             | —                                               | Товарищеский матч                               |                                                 |
| 2                                               | 14 ноября 2017                                  | Испания                                         | 3:3                                             | —                                               | Товарищеский матч                               |                                                 |
| 3                                               | 23 марта 2018                                   | Бразилия                                        | 0:3                                             | —                                               | Товарищеский матч                               |                                                 |
| 4                                               | 27 марта 2018                                   | Франция                                         | 1:3                                             | —                                               | Товарищеский матч                               |                                                 |
| 5                                               | 30 мая 2018                                     | Австрия                                         | 0:1                                             | —                                               | Товарищеский матч                               |                                                 |
| 6                                               | 5 июня 2018                                     | Турция                                          | 1:1                                             | —                                               | Товарищеский матч                               |                                                 |
| 7                                               | 15 ноября 2018                                  | Германия                                        | 0:3                                             | —                                               | Товарищеский матч                               |                                                 |
| 8                                               | 21 марта 2019                                   | Бельгия                                         | 1:3                                             | —                                               | Отборочные матчи ЧЕ-2020                        |                                                 |
| 9                                               | 8 июня 2019                                     | Сан-Марино                                      | 9:0                                             | 1                                               | Отборочные матчи ЧЕ-2020                        |                                                 |
| 10                                              | 11 июня 2019                                    | Кипр                                            | 1:0                                             | —                                               | Отборочные матчи ЧЕ-2020                        |                                                 |
| 11                                              | 9 сентября 2019                                 | Казахстан                                       | 1:0                                             | —                                               | Отборочные матчи ЧЕ-2020                        |                                                 |
| 12                                              | 3 сентября 2020                                 | Сербия                                          | 3:1                                             | —                                               | Лига наций 2020/21                              |                                                 |
| 13                                              | 6 сентября 2020                                 | Венгрия                                         | 3:2                                             | 1                                               | Лига наций 2020/21                              |                                                 |
| 14                                              | 8 октября 2020                                  | Швеция                                          | 1:2                                             | —                                               | Товарищеский матч                               |                                                 |
| 15                                              | 11 октября 2020                                 | Турция                                          | 1:1                                             | 1                                               | Лига наций 2020/21                              |                                                 |
| 16                                              | 14 октября 2020                                 | Венгрия                                         | 0:0                                             | —                                               | Лига наций 2020/21                              |                                                 |
| 17                                              | 12 ноября 2020                                  | Молдова                                         | 0:0                                             | —                                               | Товарищеский матч                               |                                                 |
| 18                                              | 15 ноября 2020                                  | Турция                                          | 2:3                                             | —                                               | Лига наций 2020/21                              |                                                 |
| 19                                              | 18 ноября 2020                                  | Сербия                                          | 0:5                                             | —                                               | Лига наций 2020/21                              |                                                 |
| 20                                              | 17 ноября 2022                                  | Таджикистан                                     | 0:0                                             | —                                               | Товарищеский матч                               |                                                 |
| 21                                              | 20 ноября 2022                                  | Узбекистан                                      | 0:0                                             | —                                               | Товарищеский матч                               |                                                 |
| 22                                              | 23 марта 2023                                   | Иран                                            | 1:1                                             | 1                                               | Товарищеский матч                               |                                                 |
| 23                                              | 26 марта 2023                                   | Ирак                                            | 2:0                                             | 1                                               | Товарищеский матч                               |                                                 |
| н/о                                             | 12 сентября 2023                                | Катар                                           | 1:1                                             | —                                               | Товарищеский матч                               |                                                 |
| 24                                              | 12 октября 2023                                 | Камерун                                         | 1:0                                             | —                                               | Товарищеский матч                               |                                                 |
| 25                                              | 16 октября 2023                                 | Кения                                           | 2:2                                             | —                                               | Товарищеский матч                               |                                                 |
| 26                                              | 20 ноября 2023                                  | Куба                                            | 8:0                                             | 1                                               | Товарищеский матч                               |                                                 |
| 27                                              | 21 марта 2024                                   | Сербия                                          | 4:0                                             | 1                                               | Товарищеский матч                               |                                                 |
| 28                                              | 7 июня 2024                                     | Беларусь                                        | 4:0                                             | —                                               | Товарищеский матч                               |                                                 |
| 29                                              | 25 марта 2025                                   | Замбия                                          | 5:0                                             | —                                               | Товарищеский матч                               |                                                 |

Итого: 29 матчей, 7 голов / 12 побед, 9 ничьих, 8 поражений.